# Наталушко, Сергей Владимирович
Сергей Владимирович Ната́лушко (род. 13 сентября 1960, Николаевский, Сталинградская область) — российский футболист, нападающий.

## Биография
Сергей родился в рабочей семье. До 15 лет занимался лёгкой атлетикой, позже стал играть за николаевский «Автомобилист» на первенство КФК. После окончания школы работал строителем, затем — в типографии резчиком бумаги, печатником. В 1980 году поехал на Украину строить градирни для Ровенской АЭС, играл там на уровне КФК.
Три года после завершения карьеры был продавцом в магазине, 4 месяца работал детским тренером в Николаевске. В настоящее время Сергей работает охранником складских помещений в Камышине.

## Карьера

### «Текстильщик»
В 1983 году Наталушко был приглашён в «Текстильщик» тренером Сергеем Павловым, который заметил его во время одного из матчей первенства области. Несмотря на отсутствие профессиональной футбольной школы, Наталушко быстро закрепился в команде. В начале карьеры он совмещал футбол с работой на текстильном комбинате, где числился слесарем-сантехником. Это было типично для советского футбола того времени — многие игроки формально числились работниками предприятий, которые спонсировали команды.
В 1990-е годы «Текстильщик» под руководством Павлова совершил впечатляющий рывок из низших лиг в высший дивизион. Наталушко стал ключевым игроком команды, несмотря на то, что в высшую лигу он попал только в 31 год. В 1992 году, после распада СССР, «Текстильщик» начал выступать в первой лиге России, при этом Наталушко оставался одним из лидеров команды.
В 1996 году «Текстильщик» вышел в высшую лигу, что стало историческим достижением для клуба. Наталушко, несмотря на возраст, продолжал демонстрировать высокий уровень игры. В этом же году команда дебютировала в Кубке УЕФА, где сыграла против французского «Нанта». 
Всего в «Текстильщике» Наталушко провёл 18 сезонов, в том числе проведя 5 сезонов в высшей лиге российского первенства (с 1992 по 1996).

### «Металлург»
В 1997 году Наталушко присоединился к липецкому «Металлургу», выступавшему в Первой лиге. В том сезоне он провёл за команду 7 матчей и забил 2 гола. В розыгрыше Кубка России 1997/1998 Наталушко сыграл 1 матч за «Металлург».

### «Сатурн»
В 1998 году по приглашению бывшего тренера «Текстильщика» Сергея Павлова Сергей перешёл в раменский «Сатурн». В сезоне 1998 года он провёл 38 матчей и забил 12 голов, внеся значительный вклад в победу команды в Первом дивизионе. 
В Высшей лиге Наталушко продолжил демонстрировать высокую результативность. 17 апреля 1999 в возрасте 38 лет и 216 дней стал самым возрастным автором хет-трика в чемпионате России, а выступая за «Сатурн», 17 мая 2000 года забил гол в ворота голкипера московского «Локомотива» Руслана Нигматуллина в возрасте 39 лет и 247 дней и стал самым возрастным футболистом, забивавшим в высшем дивизионе чемпионата России, превзойдя рекорд Юрия Гаврилова (39 лет и 153 дня). Рекорд самого возрастного автора гола в чемпионате России был побит только спустя 23 года, 5 марта 2023 года Игорем Лебеденко в игре московского «Торпедо» и «Краснодара».

### «Нефтехимик»
В 2000 году, после успешного периода в «Сатурне», Наталушко присоединился к клубу «Нефтехимик» из Нижнекамска. В составе «Нефтехимика» он провёл один сезон, выступая в Первом дивизионе. Наталушко принял участие в 13 матчах и забил 2 мяча. Его вклад помог команде закрепиться в середине турнирной таблицы и избежать борьбы за выживание.

### Возвращение в «Текстильщик»
После ухода из «Нефтехимика» Наталушко вернулся в «Текстильщик», где завершил профессиональную карьеру. Он продолжал играть за команду на любительском уровне, участвуя в региональных турнирах.

## Статистика
| Клуб                    | Сезон            | Лига | Лига | Кубок | Кубок | Международные | Международные | Итого | Итого |
| Клуб                    | Сезон            | Игры | Голы | Игры  | Голы  | Игры          | Голы          | Игры  | Голы  |
| ----------------------- | ---------------- | ---- | ---- | ----- | ----- | ------------- | ------------- | ----- | ----- |
| Текстильщик (Камышин)   | 1988             | 10   | 3    | —     | —     | —             | —             | 10    | 3     |
| Текстильщик (Камышин)   | 1989             | 21   | —    | —     | —     | —             | —             | 21    | —     |
| Текстильщик (Камышин)   | 1990             | 41   | 12   | —     | —     | —             | —             | 41    | 12    |
| Текстильщик (Камышин)   | 1991             | 41   | 6    | —     | —     | —             | —             | 41    | 6     |
| Строитель (Иванов)      | 1992/93          | —    | —    | —     | —     | —             | —             | —     | —     |
| Авангард (Камышин)      | 1989             | 11   | 11   | —     | —     | —             | —             | 11    | 11    |
| Авангард (Камышин)      | 1992             | 13   | 4    | —     | —     | —             | —             | 13    | 4     |
| Текстильщик (Камышин)   | 1992             | 12   | 3    | —     | —     | —             | —             | 12    | 3     |
| Текстильщик (Камышин)   | 1993             | 21   | 8    | 1     | —     | —             | —             | 22    | 8     |
| Авангард (Камышин)      | 1993             | 6    | 1    | 1     | 1     | —             | —             | 7     | 2     |
| Текстильщик (Камышин)   | 1994             | 24   | 3    | 2     | 1     | 3             | —             | 29    | 4     |
| Металлург (Липецк)      | 1997             | 7    | 2    | 1     | —     | —             | —             | 8     | 2     |
| Сатурн (Раменское)      | 1998             | 38   | 12   | 2     | —     | —             | —             | 40    | 12    |
| Сатурн (Раменское)      | 1999             | 8    | 3    | 1     | —     | —             | —             | 9     | 3     |
| Сатурн (Раменское)      | 2000             | 3    | 1    | 1     | —     | —             | —             | 4     | 1     |
| Сатурн-2 (Раменское)    | 2001             | 2    | —    | —     | —     | —             | —             | 2     | —     |
| Нефтехимик (Нижнекамск) | 2002             | 13   | 2    | —     | —     | —             | —             | 13    | 2     |
| Текстильщик (Камышин)   | 2004             | 17   | —    | —     | —     | —             | —             | 17    | —     |
| Текстильщик (Камышин)   | 2005             | 5    | —    | —     | —     | —             | —             | 5     | —     |
| Всего за карьеру        | Всего за карьеру | 293  | 71   | 9     | 2     | 3             | —             | 305   | 73    |

## Личная жизнь
По собственным словам, был женат шесть раз. Со второй женой, Прасковьей, расписывался дважды, в 1984 и 2001 годах.